# Карол (Охајо)
Карол (енгл. Carroll) град је у америчкој савезној држави Охајо.

## Демографија
По попису из 2010. године број становника је 524, што је 36 (7,4%) становника више него 2000. године.
| Група             | 2000.       | 2010.       |
| Белци             | 485 (99,4%) | 504 (96,2%) |
| Афроамериканци    | 0 (0,0%)    | 3 (0,6%)    |
| Азијати           | 1 (0,2%)    | 1 (0,2%)    |
| Хиспаноамериканци | 1 (0,2%)    | 0 (0,0%)    |
| Укупно            | 488         | 524         |